# Reifenstein (Niederorschel)
Reifenstein ist ein Ortsteil der Gemeinde Niederorschel am Fuß des mittleren Dün im thüringischen Eichsfeld.

## Lage
Reifenstein liegt etwa vier Kilometer südöstlich von Leinefelde am nördlichen Rand des Dün am Ausgang eines kleinen Tales. Umgeben von den Bergen Alte Burg (461 m) im Osten und Der Sonder (circa 450 m) im Westen liegt es in waldreicher Umgebung. Verkehrsmäßig ist der Ort über die Landesstraßen 2042 und 2048 mit den umliegenden Ortschaften Birkungen, Hüpstedt und Kleinbartloff verbunden. Unmittelbar westlich verläuft die Bahnstrecke Gotha–Leinefelde.

## Geschichte

### Albolderode
Am Ort des heutigen Kloster existierte vermutlich bereits im 10. Jahrhundert eine Ansiedlung. Sie stand wohl mit der auf dem nahen Burghagen existierenden Burganlage in Verbindung. Erbaut wurde sie vermutlich von einem im Tal ansässigen Adligen mit Namen Albold, der hier einen Hof besaß. Ob der im Jahr 722 genannte Albold und das 961 erwähnte Aldelboldeshrot dem hiesigen Ort zuzuordnen sind, ist nicht eindeutig geklärt. Eine erste sichere Urkunde gibt es für das Jahr 1123 (curtis de villa albolderode). Darin verkauft ein Magdeburger Kanonikus den Ort mit weiteren Besitzungen dem Kloster Bursfelde. Als Zeuge ist unter anderem der Graf Ernst von Tonna genannt, der in der hiesigen Gegend zu Besitz gekommen ist. In einer Urkundenfälschung des Jahres 1134/1136 wird der Ort nochmals mit weiteren heute nicht mehr existierenden Orten genannt. Mit Errichtung des Klosters in diesem Ort dürfte das Dorf bald aufgegeben worden sein, wurde aber namentlich noch in Urkunden der Jahre 1191 und 1209 genannt. Ob in dem Ort bereits eine Kirche existiert hatte und später auch vom Kloster benutzt wurde, ist nicht genau bekannt.

### Kloster Reifenstein

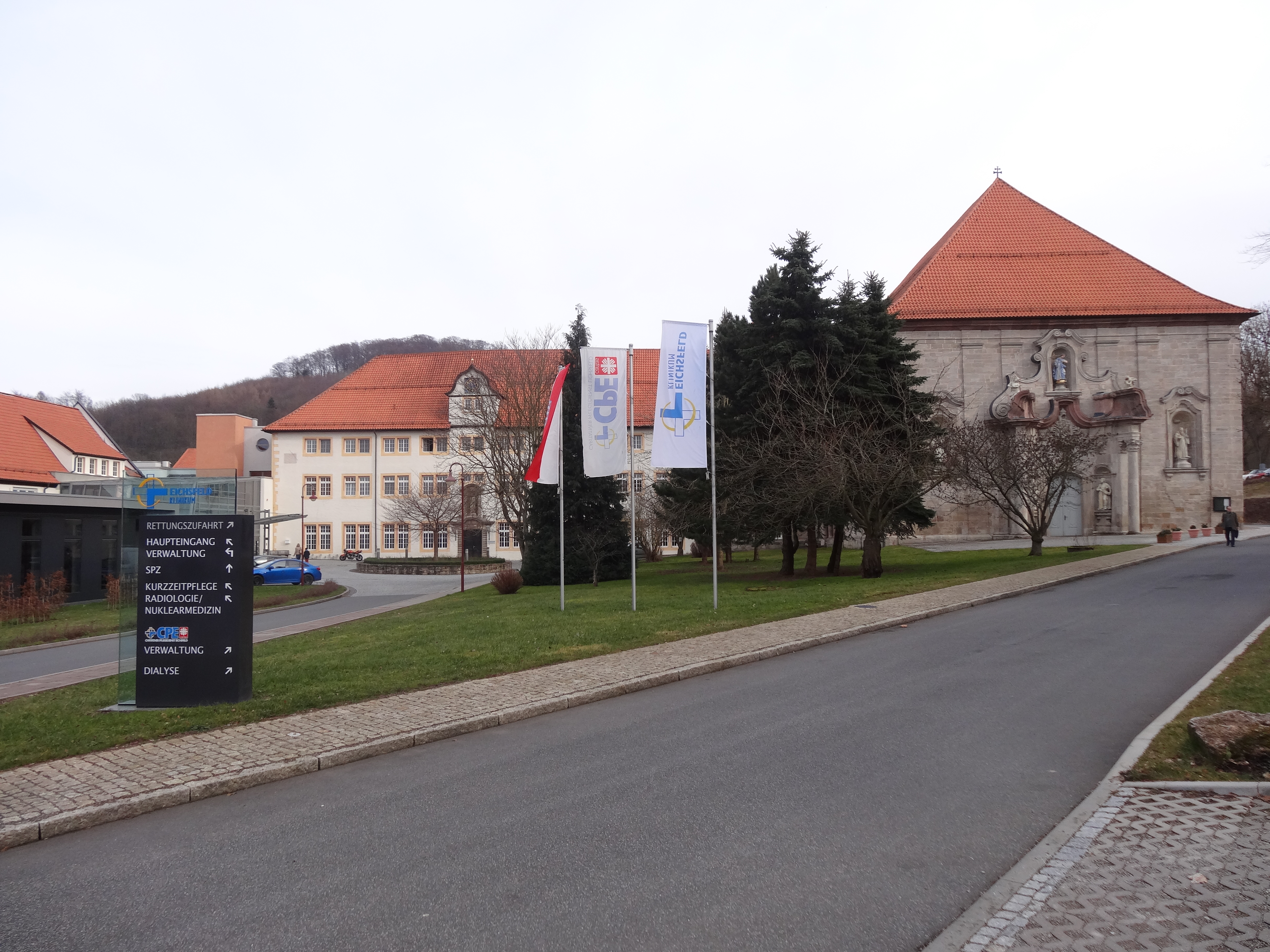
Eichsfeld Klinikum im ehemaligen Kloster Reifenstein

In Reifenstein liegt das 1162 gestiftete Kloster Reifenstein. Graf Ernst von Tonna-Gleichen stiftet die am gleichen Ort gelegene Villa Albolderode dem Zisterzienserorden. 1803 wurde das bestehende Kloster aufgrund einer preußischen Kabinettsorder aufgelöst und in eine staatliche Domäne umgewandelt.

### 19. bis 21. Jahrhundert
Nach Aufhebung des Klosters wurde Reifenstein ein Ortsteil von Kleinbartloff. Um 1830 wurde unterhalb des Rotheberges ein Forsthaus gebaut. 1847 wurde in den im 17. und 18. Jahrhundert neu errichteten Klostergebäuden eine Ackerbauschule eingerichtet. Weiterhin wurde im Frühjahr 1900 eine Wirtschaftliche Frauenschule des Reifensteiner Verbandes, später Landfrauenschule eingerichtet, die bis 1949 bestand. Von 1951 bis 1962 war in Reifenstein eine Abteilung der Universitätsklinik Jena untergebracht. Seit 1964 befindet sich in den ehemaligen Klostergebäuden ein Krankenhaus. Einen halben Kilometer westlich der Ortslage entstand im Jahr 1978 als Ferienobjekt des VE Straßen- und Tiefbaukombinat Erfurt, Betrieb Leinefelde eine „Haus der Bauarbeiter“ benannte Hotelanlage mit angrenzendem Teich, die heute als Naturhotel Reifenstein genutzt wird.
Die Kirche wird seit 1995 als Konzertsaal genutzt. Seit 2001 gehören das Krankenhaus Reifenstein und das St. Elisabeth-Krankenhaus Worbis zum neu gegründeten Eichsfeld Klinikum. Im Jahr 2002 trat auch das St. Vincenz-Krankenhaus Heiligenstadt dem Eichsfeld Klinikum bei. Am 20. Oktober 2004 wurde im Haus Reifenstein des Eichsfeld Klinikums eine neue katholische Krankenhauskapelle durch Propst Heinz-Josef Durstewitz eingeweiht.

## Sehenswertes
- In Reifenstein gibt es ein Naturschutzzentrum des NABU und einen Naturlehrpfad. Neu gestaltet und eingefasst wurde die Eselsbornquelle. Des Weiteren verfügt Reifenstein über eine 2-Bahnen-Kegelanlage.
- Alte Burg und Kleine Alteburg, zwei abgegangene mittelalterliche Burganlagen
- Auf dem Gelände des Eichsfeld Klinikum befindet sich ein Naturdenkmal. Es handelt sich um eine Pyramidenpappel mit einem Alter von etwa 180 bis 220 Jahren und einem Stammumfang von rund 5 Metern. Die Pappel wurde im Januar 2018, nachdem sie von dem Orkantief Frederike beschädigt wurde, gefällt.